# Cité (voie)
Pour les articles homonymes, voir cité.

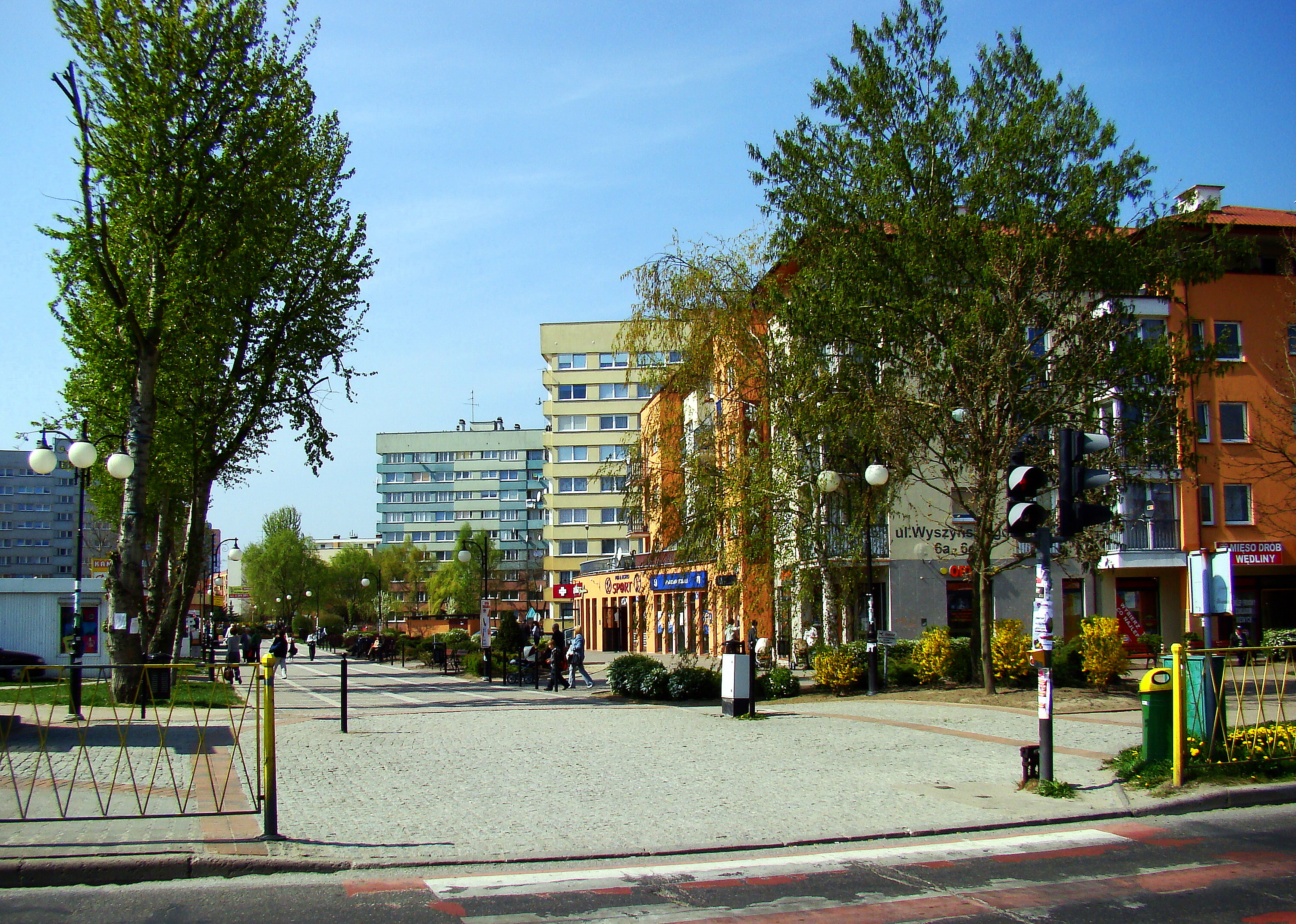
Le grand ensemble de Police (Pologne), avec un aménagement soigné des frontages de la cité.

Le mot cité est un odonyme, c'est-à-dire un terme servant à désigner une voie publique. En effet, il est par extension le terme utilisé pour la voie qui longe un grand ensemble d'une cité. 

## Description
Ces voies sont en général réservées au trafic lent, et son usage est relativement rare. 
On y inclut par exemple : 
- rues,
- rues piétonnes,
- chemins,

Aujourd'hui, la cité, en tant que voie d'une cité, fait l'objet de nombreuses réflexions. Notamment sur le rôle des frontages. Certains urbanistes suggèrent de les privatiser, afin de récréer des ensembles plus harmonieux. Et également, des ensembles où les gens puissent se sentir plus en sécurité. Un travail de grande ampleur sur ce sujet a été entrepris dans ville du Plessis-Robinson, dans le département des Hauts-de-Seine, en France. 

## Exemples d'adresse ayant pour nom de voie, le mot « cité »
On retrouve plusieurs voies nommées « Cité » à Paris, et ailleurs en France, dont voici une liste non exhaustive :  
- Cité des Employés (Evin-Malmaison, Pas-de-Calais), localisation : 50° 26′ 24″ N, 3° 01′ 13″ E
- Cité du Cardinal-Lemoine (Paris, 5e)
- Cité Bergère (Paris 9e)
- Cité de l'Ameublement (Paris 11e)
- Cité Popincourt (Paris 11e)
- Cité Marie (Paris 17e)
- Cité Industrielle (Paris 11e)
- Cité d'Aleth (Rennes)

### Article externe
- Site de Nicolas Soulier sur les frontages